# Dawid Rubinowicz
Dawid Rubinowicz, né le 27 juillet 1927 à Kielce et mort en 1942 dans le camp d'extermination de Treblinka, est un enfant juif polonais victime de la Shoah. À partir de 1939, alors que la persécution des juifs en Pologne s'intensifie et jusqu'à sa déportation et sa mort en 1942, il tient un journal dans lequel il décrit sa vie quotidienne. Ce journal est retrouvé et publié pour la première fois en 1960. Il est ensuite traduit dans de nombreuses langues et réédité plusieurs fois.

## Biographie
Dawid Rubinowicz est né le 27 juillet 1927 à Kielce. Il grandit avec un frère, Herszl, et une sœur, Małka, plus jeunes, dans le village de Krajno, près de Bodzentyn où ses parents s'établissent après sa naissance et où son père, Josek (Jósef) Rubinowicz, dirige une petite laiterie,.
Sept familles juives vivent à Kielce avant la Seconde Guerre mondiale. En 1933, Dawid Rubinowicz fréquente l'école polonaise.
Ses carnets scolaires montrent qu'il est bon élève. La seule photo survivante avec Dawid Rubinowicz, prise en mai 1937, est une photo de classe. Il n'existe aucun autre témoignage écrit de cette époque, seulement les souvenirs de son professeur Florentyna Krogulcowa et de son camarade de classe Tadeusz Janicki.
Après l'invasion de la Pologne et la proclamation du « Gouvernement général », la réorganisation du système scolaire est une des premières mesures prises par les occupants allemands. Une école allemande est créée dans chaque village où vivent au moins dix enfants allemands. L'histoire, la géographie et l’allemand sont supprimés du programme des écoles primaires polonaises « en raison du manque de manuels adaptés » ; Les universités, lycées et lycées polonais sont fermés. Les jeunes Polonais de plus de quatorze ans ne sont plus autorisés à fréquenter l'école. Les enfants juifs sont expulsés de toutes les écoles.
Dawid Rubinowicz n'est plus autorisé à fréquenter l'école à partir de novembre 1939. Son professeur rencontre sa mère en secret, lui donne des devoirs et corrige ses cahiers. Elle enseigne également, avec le prêtre et d'autres professeurs à d'autres enfants de Krajno privés d'école, de sorte que quinze d'entre eux purent fréquenter le lycée de Kielce immédiatement après la libération.
Dawid a douze ans lorsqu'il commence à écrire son journal le 21 mars 1940. Dès lors, il narre, en polonais, les petites joies de la vie quotidienne, mais décrit aussi la misère économique, la violence aveugle, les humiliations et la peur constante dans lesquels vit sa famille, pendant deux ans et dans un total de cinq cahiers d'écolier,,. Si les premières entrées de son journal montrent les préoccupations et les plaisirs d'un enfant de son âge, les textes dénotent progressivement une maturité au delà de son âge. Comme fils aîné de la famille, il est amené à prendre des responsabilités dans le fonctionnement de la laiterie et, surtout, il est témoin d'événements tragiques qu'il rapporte de plus en plus fréquemment et de manière plus détaillée. Il décrit les mesures nazies et documente les mécanismes du totalitarisme et de la violence avec une précision effrayante,.

« Beaucoup de sang juif a déjà coulé dans cette [commune], en fait tout un cimetière juif s'y est déjà développé. [...] Si seulement on pouvait avoir une journée tranquille. Mes nerfs sont complètement épuisés ; chaque fois que j’entends parler de la détresse de quelqu’un, j’éclate en larmes, j’ai mal à la tête et je suis épuisé, comme si j’avais fait le travail le plus dur possible. Ce n'est pas seulement moi, tout le monde ressent la même chose. »

En mars 1942, la famille Rubinowicz doit quitter Krajno. Les Juifs de toute la région sont désormais regroupés à Bodzentyn où ils vivent dans des conditions indescriptibles. Des centaines de personnes meurent de faim et d'épidémies. Des gens sont abattus tous les jours. Dawid et sa famille résident 13 rue Kielce avec ses cousins, la famille Cisłowski. Dawid rapporte qu'.un membre de sa famille suggère qu'il tente de se cacher, ses yeux bleus et ses cheveux clairs lui permettant de passer pour un aryen. Mais son père n'y est pas favorable, convaincu qu’« on ne peut échapper à son destin »,.
Dans son journal, Dawid Rubinowicz raconte les raids, les spoliations et confiscations aléatoires de biens et de nourritures, les tentatives désespérées  pour échapper aux rafle, en se cachant chez des voisins ou en fuyant à travers champs,. Il rapporte comment le policier local, le maire, un employé de la paroisse, contribuent au malheur des juifs mais aussi l'aide que d'autres polonais leur apportent. Madame Wacińska, une des personnes qui l'accueillent parfois, raconte, après la guerre, que Dawid lui a apporté un colis contenant des livres et des cahiers, lui demandant de le conserver jusqu'à son retour. Dans le colis, se trouvent des livres religieux et cinq cahiers jaunes marqués : D. Rubinowicz, Bodzentyn, 13 rue Kielecka.
Le 6 mai 1942, la police organise des descentes pour rafler les personnes qui doivent être envoyées aux travaux forcés. Dawid est estimé trop jeune et est ignoré mais son père et certains de ses cousins sont emmenés à l'usine de munitions HASAG au camp de travail forcé de Skarżysko-Kamienna,.
Le journal s'arrête le 1er juin 1942, quelques mois avant la liquidation du ghetto. Dawid se réjouit alors du retour de son père, libéré du travail forcé car il est blessé mais rapporte aussi l'assassinat de deux femmes juives,.
Du 15 au 21 septembre 1942, les Juifs sont conduits vers la place du marché de Bodzentyn, désignée comme point de rassemblement. Le lendemain, la communauté juive est emmenée à Suchedniów. Le 21 septembre 1942, jour du Grand Pardon, ils sont chargés dans des wagons à bestiaux à destination du camp d'extermination de Treblinka. On suppose que la vie de Dawid se termine après l'arrivée du « train spécial pour les réfugiés » Pkr 9228 au camp de Treblinka le lendemain matin,.

## Le journal intime
Les cahiers de Dawid Rubinowicz restent pendant plusieurs années dans le grenier de la maison de la famille Wacińska jusqu'à ce que des locataires, Krystyna et Stefan Rachtan, les retrouvent. Leurs parents Artemiusz et Helena Wołczyk les lisent alors à la radio locale à partir d'octobre 1957 durant 27 semaines, à raison d'une lecture hebdomadaire. À l'automne 1959, ils envoient les textes à la journaliste Maria Jarochowska, qui les publie dans le magazine Twórczosc en janvier 1960.

Le journal fait immédiatement sensation dans toute la Pologne. L'écrivain Jarosław Iwaszkiewicz profite de l'occasion pour appeler ses compatriotes à rendre accessibles au public tous les documents et journaux intimes de l'époque de l'occupation. Il écrit:

« Ce que le petit Dawid décrit peut paraitre aujourd'hui incompréhensible et irréel à certains - c'est pourtant le reflet d’une réalité que des millions de Polonais et de Juifs ont subie au cours de ces années difficiles. […] Quiconque lit les mots simples, les phrases simples du petit garçon éprouvé et si sympathique dira sans doute : Plus jamais ça ! Plus jamais une époque de mépris de l’humanité, plus jamais une ère de fours crématoires. »

Le journai de Dawid Rubinowicz est publié pour la première fois à Varsovie au printemps 1960. Il est rapidement traduit dans de nombreuses langues et réédité à plusieurs reprises. En 2020, paraît une traduction en  persan.
Le journal de Dawid Rubinowicz, bien que des parties en aient disparu, est une source d'information importante sur la vie des juifs dans de petites communautés rurales durant l'Holocauste. Comme d'autres journaux tenus par de jeunes juifs pendant la Shoah, Moshe Flinker, Anne Frank, Helga Deen, Adèle Louise Pinkhof, Dawid Sierakowiak, Hélène Berr, Miriam Chaszczewacki, ou Etty Hillesum, il occupe une place importante dans la recherche contemporaine,.

### Publications
- (en) The diary of Dawid Rubinowicz, Creative Options Pub., 1982, 87 p. (ISBN 9780938106036)
- (pl) Pamiętnik Dawida Rubinowicza, Książka i Wiedza, 1960, 124 p.
- Journal d'un enfant juif [21 mars 1940-1er juin 1942]  (trad. Jerzy Lisowski), Robert Laffont, 1960 (réimpr. 1962), 172 p. (ISBN 9782221037027)
- (de) Das Tagebuch des Dawid Rubinowicz, Volk und Welt, 1961, 126 p.
- (he) יומנו של הנער דוד רובינוביץ,‎ 1964, 82 p. (présentation en ligne)
- (it) Il diario di Dawid Rubinowicz  (trad. F. Lucentini, I. Paolucci), Einaudi, 2000, 82 p. (ISBN 9788806154080)

D'autres traductions ont été réalisées, entre autres, vers le danois, l'anglais, le finnois, le français, l'hébreu, l'italien, le yiddish, le néerlandais et le tchèque.